# Andrej Wasileuski
Andrej Wasileuski (biał. Андрэй Васілеўскі; także Andriej Wasilewskij, ros. Андрей Василевский; ur. 28 maja 1991 w Mińsku) – białoruski tenisista, reprezentant w Pucharze Davisa.

## Kariera tenisowa
Zawodowym tenisistą jest od 2009 roku.
W lipcu 2017 został ćwierćfinalistą Wimbledonu w grze podwójnej wspólnie z Hansem Podlipnikiem-Castillo. Mecz o udział w półfinale przegrali z parą Nikola Mektić–Franko Škugor. Wasileuski wygrał jeden turniej cyklu ATP Tour w grze podwójnej z pięciu rozegranych finałów.
Od 2009 roku reprezentuje Białoruś w Pucharze Davisa.
W rankingu gry pojedynczej najwyżej był na 569. miejscu (13 października 2014), a w klasyfikacji gry podwójnej na 52. pozycji (5 lutego 2018).

### Finały w turniejach ATP Tour
| Legenda                                      |
| -------------------------------------------- |
| Wielki Szlem                                 |
| Igrzyska olimpijskie                         |
| Tennis Masters Cup / ATP Finals              |
| ATP Masters Series / ATP Tour Masters 1000   |
| ATP International Series Gold / ATP Tour 500 |
| ATP International Series / ATP Tour 250      |

#### Gra podwójna (1–4)
| Końcowy wynik | Nr | Data             | Turniej     | Nawierzchnia  | Partner                 | Przeciwnicy                           | Wynik finału    |
| ------------- | -- | ---------------- | ----------- | ------------- | ----------------------- | ------------------------------------- | --------------- |
| Finalista     | 1. | 5 sierpnia 2017  | Kitzbühel   | Ceglana       | Hans Podlipnik-Castillo | Pablo Cuevas Guillermo Durán          | 4:6, 6:4, 10–12 |
| Finalista     | 2. | 9 lutego 2020    | Pune        | Twarda        | Jonatan Erlich          | André Göransson Christopher Rungkat   | 2:6, 6:2, 8–10  |
| Finalista     | 3. | 28 lutego 2021   | Montpellier | Twarda (hala) | Jonatan Erlich          | Henri Kontinen Édouard Roger-Vasselin | 2:6, 5:7        |
| Zwycięzca     | 1. | 28 maja 2021     | Belgrad     | Ceglana       | Jonatan Erlich          | André Göransson Rafael Matos          | 6:4, 6:1        |
| Finalista     | 4. | 26 września 2021 | Nur-Sułtan  | Twarda (hala) | Jonatan Erlich          | Santiago González Andrés Molteni      | 1:6, 2:6        |